# Rona Lentinck
Rona Lentinck, pseudoniem van Margaretha Jacoba van Dam (Oud-Beijerland, 8 augustus 1909 – 1992) was een Nederlands schrijfster van meisjesboeken. Eind jaren zestig werd duidelijk dat Rona Lentinck identiek was aan de schrijfster van historische romans Marja Roc.

## Biografie
Van Dam werd geboren in Oud-Beijerland als dochter van Arie van Dam en Dirkje Barreveld. Na het overlijden van haar vader, in 1921, verhuisde het gezin naar Den Haag.

### Rona Lentinck
Van Dam schreef als Rona Lentinck vele meisjesboeken, onder meer voor Kluitman en Westfriesland, waar haar boeken verschenen in de Witte Raven boekenreeks. Haar boeken kregen geregeld positieve recensies, zoals Marianne's verlangen (1940). In de eerste oorlogsjaren bleef ze publiceren bij Kluitman. Na Fleurette (1960), dat "geestig en charmant" werd genoemd, werden haar boeken niet meer door recensenten besproken.

### Marja Roc
Onder het pseudoniem Marja Roc publiceerde Van Dam historische romans. Ze debuteerde in 1938 bij A.W. Bruna met De oude wet, dat nergens werd opgepikt. Haar oorlogsroman Door wolken omhoog (uitg. Philip Kruseman, 1940), werd door de recensent van Het Volk "een rijp, doordacht, levend boek, aangrijpend in zijn soberheid" genoemd. Haar roman Spiegel en Portret uit 1950 kreeg "gulle lof". Over de achtergrond van Roc was weinig bekend. In 1955 werd ze omschreven als "MARJA ROC, pseudoniem van een in Nederland geboren romanschrijfster, die lange tijd in het buitenland heeft gewoond en daar ook psychologie en geschiedenis heeft gestudeerd." Een enkele keer week Roc af van het genre historische roman, maar dat werd door recensenten minder gewaardeerd.

### Uitgeverij Lentinck
In 1969 begon Van Dam een eigen uitgeverij Lentinck, in de Goudsbloemlaan in Den Haag. Deze uitgeverij bracht uitsluitend boeken uit van Rona Lentinck en van Marja Roc. Een van de laatste publicaties van Roc, Zo wordt het einde goed (1970), ging over gezondheidszorg.

## Titels

### Als Rona Lentinck
- Marianne's verlangen, 1940
- De reis naar het geluk, 1941
- Gelijk spel, 1942
- Eenmaal spreekt het hart, 1943
- Dus toch..., 1945
- 't Begon met een erfenis, 1947
- Parade voor Viola, 1947
- Fleurette, 1948
- Evie's happy end in Londen, 1949
- Het trotse hart, 1950
- De belofte der bergen, 1951
- Het tehuis bij de rotsen, 1952
- 't Begon in de woestijn, 1954
- 't Was bij de toren van Pisa, 1957
- Maria Louisa, 1959
- Chantal komt van haar Olympus, 1960
- De bruidsschat, 1962
- Ergens wacht het geluk, 1963
- Joffer Machteld, 1963
- Avontuur in Frankrijk, 1963
- Van een joffer en een jonker, 1964
- Jonkvrouw Margriet, 1965
- Geen punten voor Betteke, 1965
- Liefdesavontuur in de Libanon, 1967
- Wat het orakel voorspelde, 1967
- Meer dan een illusie, 1968
- De ontvoering, 1968
- De schijnverloving, 1968
- Het huis aan de vaart, 1968
- Het leven is toch heerlijk, 1969
- Het stond in de horoscoop, 1969
- Liefdeslawine, 1970
- Het meisje van de film, 1970
- Pikant avontuur, 1971
- Als schelpen aan het strand, 1973
- Een restant geluk, 1975
- Het eeuwige lied, 1975
- Computerliefde, 1977
- De zwarte nachtjapon, 1977
- Vergeten melodie, 1978
- Het dal der betovering, 1978
- Serafijntje, 1980
- De lokkende berg

### Als Marja Roc
- De oude wet, 1938
- Door wolken omhoog, 1940
- Land in mist, 1945
- Spiegel en portret : spiegel en portret van vele telgen uit het geslacht Borrowdale en met hen het tijdperk waarin zij leefden, 1950
- De toverspiegel : roman, 1953
- Een koning verleid : roman, 1954
- Van 's duivels begeren, 1956
- Erfdeel der goden : roman, 1956
- Tussen de cherubijnen : roman, 1956
- Paradijs der dwazen : roman, 1957
- Brood en rozen : roman, 1958
- Ik aanvaard het noodlot niet, 1961
- Over Griekenland, Joegoslavië en een Daf, 1961
- Als riet in de wind : roman, 1964
- De strafzaak Lennie Hertogs, 1964
- De onvolwaardigen, 1969
- Zo wordt het einde goed, 1970
- Medisch tuchtrecht? : volgens Marja Roc een schijnvertoning!, 1975
- Ik en de commercie, 1977
- De hoge heren, 1977

- Digitale Bibliotheek voor de Nederlandse Letteren: lent020
- International Standard Name Identifier: 0000 0003 9095 335X
- Nederlandse Thesaurus van Auteursnamen: 07136918X
- Virtual International Authority File: 207657584